# Agustín Muñoz Grandes
Agustín Muñoz Grandes (Madrid, 1896. január 27. – Madrid, 1970. július 11.) spanyol tábornok, falangista politikus, több ízben volt a spanyol kormány alelnöke Francisco Franco regnálása alatt. Leginkább arról nevezetes, hogy 1941-től 1943-ig ő volt a híres Kék Hadosztály parancsnoka és a hivatalosan „önkéntes”-nek nevezett spanyol és portugál katonákat irányította a Szovjetunió elleni harcban a náci Németország oldalán (Spanyolország hivatalosan nem volt Hitler szövetségese a második világháborúban).

## Pályafutása
Szegény madridi családban született. 1913-ban Toledóban az ottani katonai akadémiára iratkozott be. A gyalogságnál nyert kiképzést, és José Villalba Riquelme ezredes parancsnoksága alatt szolgált. 1915-től évekig Spanyol Marokkóban szolgált. Harcolt az ún. riff háborúban az Abd el-Krim vezette arab és berber felkelők ellen. 1925-ben az Al Hoceima melletti francia-spanyol partraszálláskor súlyosan megsérült, lövés érte a mellkasán. A spanyol polgárháborúban a nacionalisták oldalán harcolt és parancsnoki pozícióba jutott az észak-afrikai spanyol hadseregnél. 1937 februárjában a Málaga ellen intézett nacionalista-olasz invázió során a Spanyol Idegenlégió parancsnoka volt.
1941-ben Franco kinevezte az Oroszországba indítandó önkéntes hadosztály parancsnokává. Muñoz közelről ismerte a német hadvezetést, még Adolf Hitlerhez is személyes kapcsolatok fűzték. A szovjetek elleni harcot nagy odaadással vívta a németek oldalán, amiért megkapta a Wehrmachttól a Vaskereszt tölgyfalombos Lovagkeresztjét 1942. március 12-én, amit személyen Hitlertől vehetett át. Ez év december 12-én hazájában altábornaggyá léptették elő és visszarendelték. Helyébe Emilio Esteban Infantes tábornok került a hadosztály élére, aki nem volt annyira elkötelezett a németek oldalán, mint Muñoz.
1945-ben az 1-es katonai körzet parancsnokává nevezték ki Spanyolországban. 1950-ben honvédelmi miniszterré nevezték ki. 1962-től 1967-ig a regnáló kormány elnöke volt.
Madridban utca viseli a nevét Paseo de Muñoz Grandes néven.